# Titrit (prénom)
Pour les articles homonymes, voir Titrit (homonyme).
Titrit est un prénom féminin d'origine berbère . Sa signifiant peut varier selon les régions. Il s'agit du féminin du mot « itri» signifiant « étole ». Le féminin en berbère peut avoir plusieurs valeur comme le diminutif ou le mélioratif. Dans ce cas précis le mot « titrit » a valeur de mélioratif et désigne généralement une belle étoile ou l'étoile du matin.

## Personnalités portant ce prénom
- Pour l'ensemble des articles sur les personnes portant ce prénom, consulter :
  - la liste des articles dont le titre commence par ce prénom
  - les listes produites par Wikidata : Liste des personnes de prénom « Titrit » — même liste en incluant les éventuels prénoms composés qui contiennent « Titrit ».